# Cobalto (Ontário)

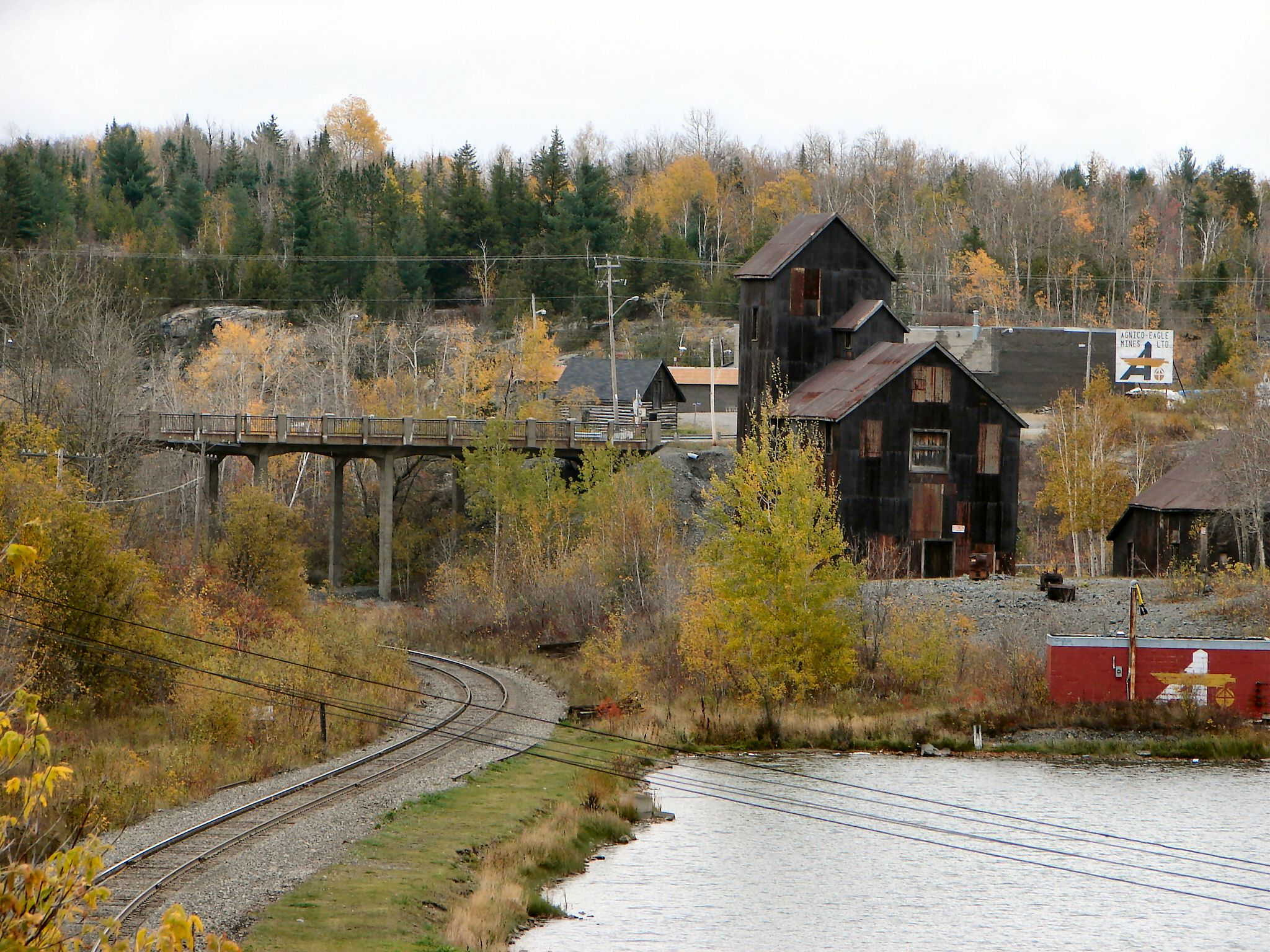
Instalações de mineração

Cobalto, (Town of Cobalt, em língua inglesa) é uma cidade do Distrito de Timiskaming, província de Ontário, no Canadá, com uma população de 1.223 habitantes, segundo o censo de 2006. Conhecida como a cidade da prata, em 2002 foi considerada sítio histórico nacional.
Com a descoberta da prata em 1903, a área tornou-se, em pouco tempo, uma das maiores produtoras mundiais, atingindo em 1911 uma produção superior a 937,5 toneladas. As atividades mineradoras prosseguiram até os anos 30, quando sofreram uma retração em decorrência da crise financeira mundial. Atualmente, além de uma pequena lavra do minério original, exploram-se diamantes.
As instalações mineradoras, hoje, tornaram-se atrações turísticas, podendo o visitante fazer um "tour", que iniciando no Museu da Mineração de Cobalto, percorre as diversas galerias das minas da região, relembrando a sua antiga atividade produtiva e a história local.